# كأس وينفليد

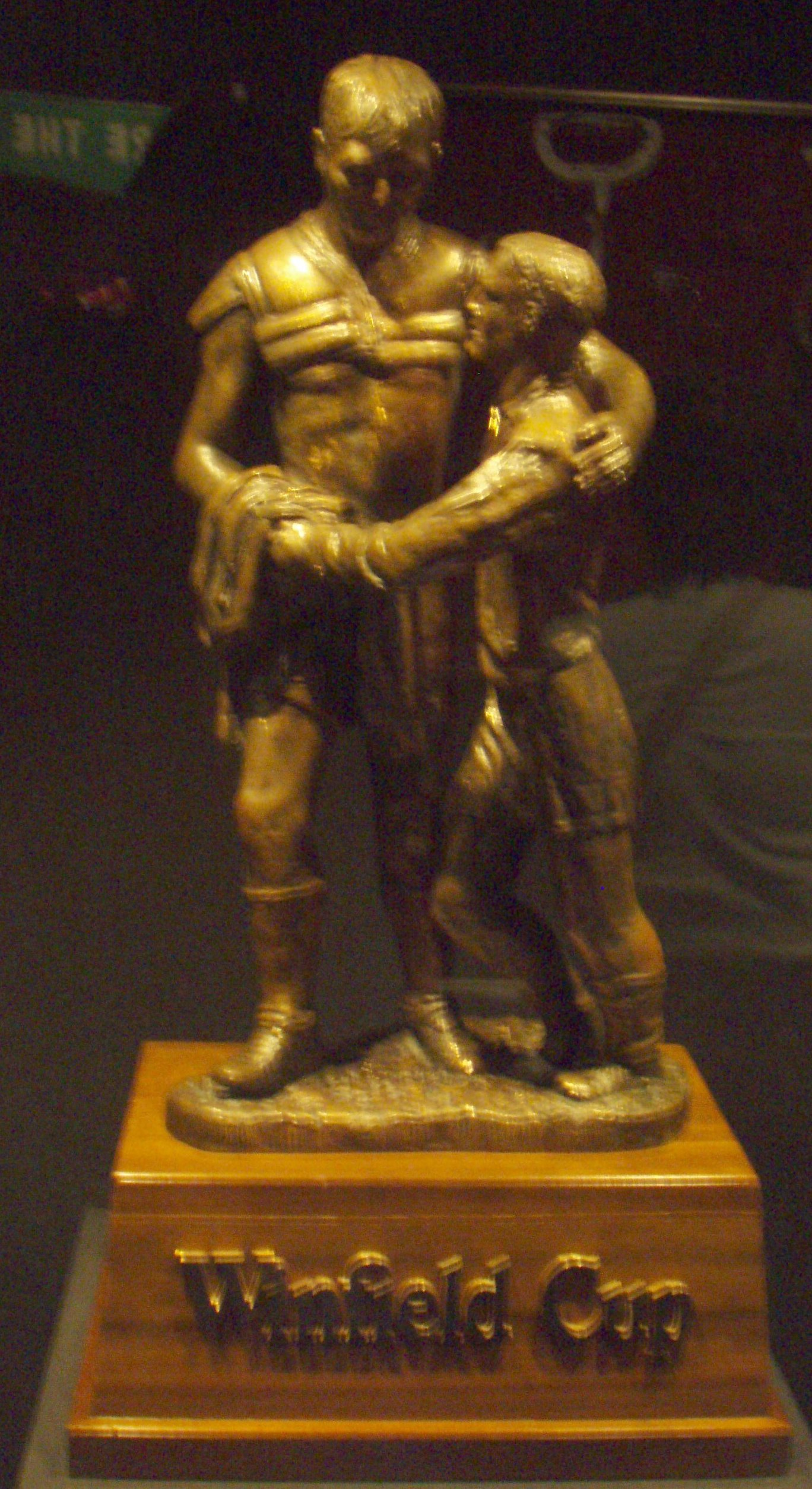

كأس وينفيلد هو كأس دوري الرجبي الأسترالي يُمنح للفائز في نهائي دوري نيو ساوث ويلز للرجبي للرئاسة (إن أس دبليو أر أل) من 1982 إلى 1994، ثم الفائز في نهائي دوري الرجبي الأسترالي (أيه أر أل) في 1995. على الرغم من اسمه تم عزل الكأس بعد موسم 1995للدوري الرجبي الأسترالي عندما اضطرت شركة وينفيلد لصناعة السجائر إلى سحب رعايتها؛ بعد أن أدخلت الحكومة الفيدرالية الأسترالية قانون حظر إعلانات التبغ لعام 1992 الذي يحظر الإعلان عن التبغ في الرياضة في أستراليا. ومع ذلك، لم تكن وينفيلد أول شركة تبغ ترعى نيو ساوث ويلز للرجبي للرئاسة ؛ من عام 1960 إلى عام 1981، تمت رعاية مسابقة ما قبل الموسم من قبل دبليو.دي أند أتش.أو في ويلز.
تم تقديم كأس دوري الرجبي الأسترالي للرئاسة المعاد تصميمه، كأس أوبتس، في عام 1996 واستمر حتى عام 1997 قبل اندماج دوري الرجبي الأسترالي والدوري السوبر لتشكيل دوري الرجبي الوطني (أن أر أل) في عام 1998.

## ذا غلادياترز
كان كأس وينفيلد عبارة عن طاقم برونزي ثلاثي الأبعاد لصورة شهيرة تسمى"ذا غلادياترز"، والتي صورت نورم بروفان المبلل بالطين من سانت جورج وآرثر سومونز من فريق ويسترن سبربز متعانقين بعد النهائي الكبير عام 1963. أصبحت هذه الصورة رمزًا "للمودة" و"الصداقة" في دوري الرجبي، ويستخدم كأس دوري الرجبي الوطني الحالي (الذي تطور من كأس وينفيلد) تصميمًا مشابهًا، إذ تم تصميم التمثال نفسه من قبل النحات النيوزيلندي المولد آلان إنجهام (ب. 1920 – 1994).

## الفائزون
| السنة | الفائزون                   | المرتبة الثانية            | النتيجة النهائية | الرئاسة الثانوية             |
| ----- | -------------------------- | -------------------------- | ---------------- | ---------------------------- |
| 1982  | باراماتا إيلز              | نسور بحر مانلي وارينغاه    | 21–8             | باراماتا إيلز                |
| 1983  | باراماتا إيلز              | نسور بحر مانلي وارينغاه    | 18–6             | نسور بحر مانلي وارينغاه      |
| 1984  | كانتربري بانكستاون بولدوجز | باراماتا إيلز              | 6–4              | كانتربري بانكستاون بولدوجز   |
| 1985  | كانتربري بانكستاون بولدوجز | سانت جورج دراغونز          | 7–6              | سانت جورج دراغونز            |
| 1986  | باراماتا إيلز              | كانتربري بانكستاون بولدوجز | 4–2              | باراماتا إيلز                |
| 1987  | نسور بحر مانلي وارينغاه    | كانبيرا رايدرز             | 18–8             | نسور بحر مانلي وارينغاه      |
| 1988  | كانتربري بانكستاون بولدوجز | نمور بالمان                | 24–12            | أسماك القرش كرونولا ساذرلاند |
| 1989  | كانبيرا رايدرز             | نمور بالمان                | 19–14            | جنوب سيدني رابيتوه           |
| 1990  | كانبيرا رايدرز             | بنريث بانثرز               | 18–14            | كانبيرا رايدرز               |
| 1991  | بنريث بانثرز               | كانبيرا رايدرز             | 19–12            | بنريث بانثرز                 |
| 1992  | بريسبان برونكو             | سانت جورج دراغونز          | 28–8             | بريسبان برونكو               |
| 1993  | بريسبان برونكو             | سانت جورج دراغونز          | 14–6             | كانتربري بانكستاون بولدوجز   |
| 1994  | كانبيرا رايدرز             | كانتربري بانكستاون بولدوجز | 36–12            | كانتربري بانكستاون بولدوجز   |
| 1995  | سيدني بولدوجز              | نسور بحر مانلي وارينغاه    | 17–4             | نسور بحر مانلي وارينغاه      |

## الاطلاع أيضًا
- تصنيف دوري الرجبي في أستراليا
- منتخب أستراليا لإتحاد الرجبي